# Rzucewska Jama

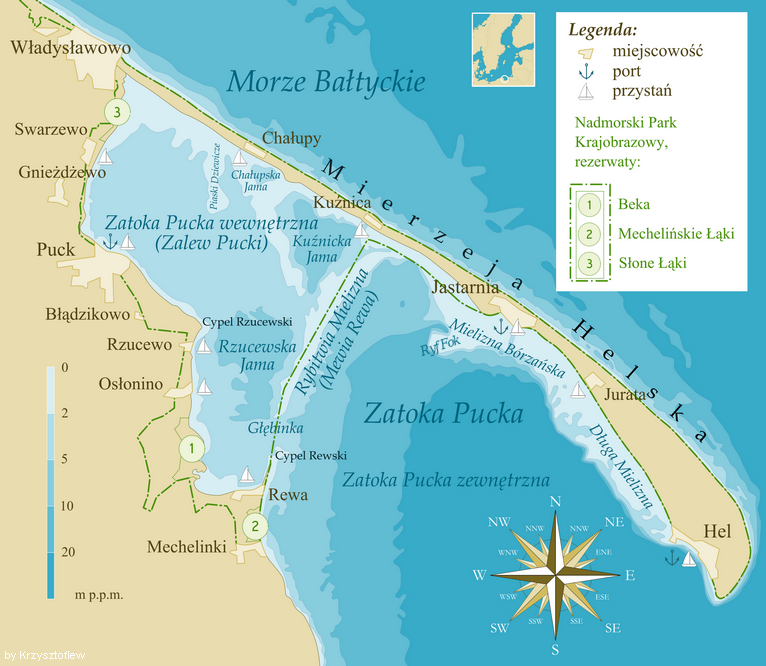
mapa Zatoki Puckiej

Rzucewska Jama – głębia w Zatoce Puckiej, położona przy jej brzegu w bezpośrednim sąsiedztwie wsi Rzucewo, na południe od Cypla Rzucewskiego i na zachód od Rybitwiej Mielizny. Najgłębszy punkt Rzucewskiej Jamy znajduje się ok. 5,7 m p.p.m.